# Establo Nishikido

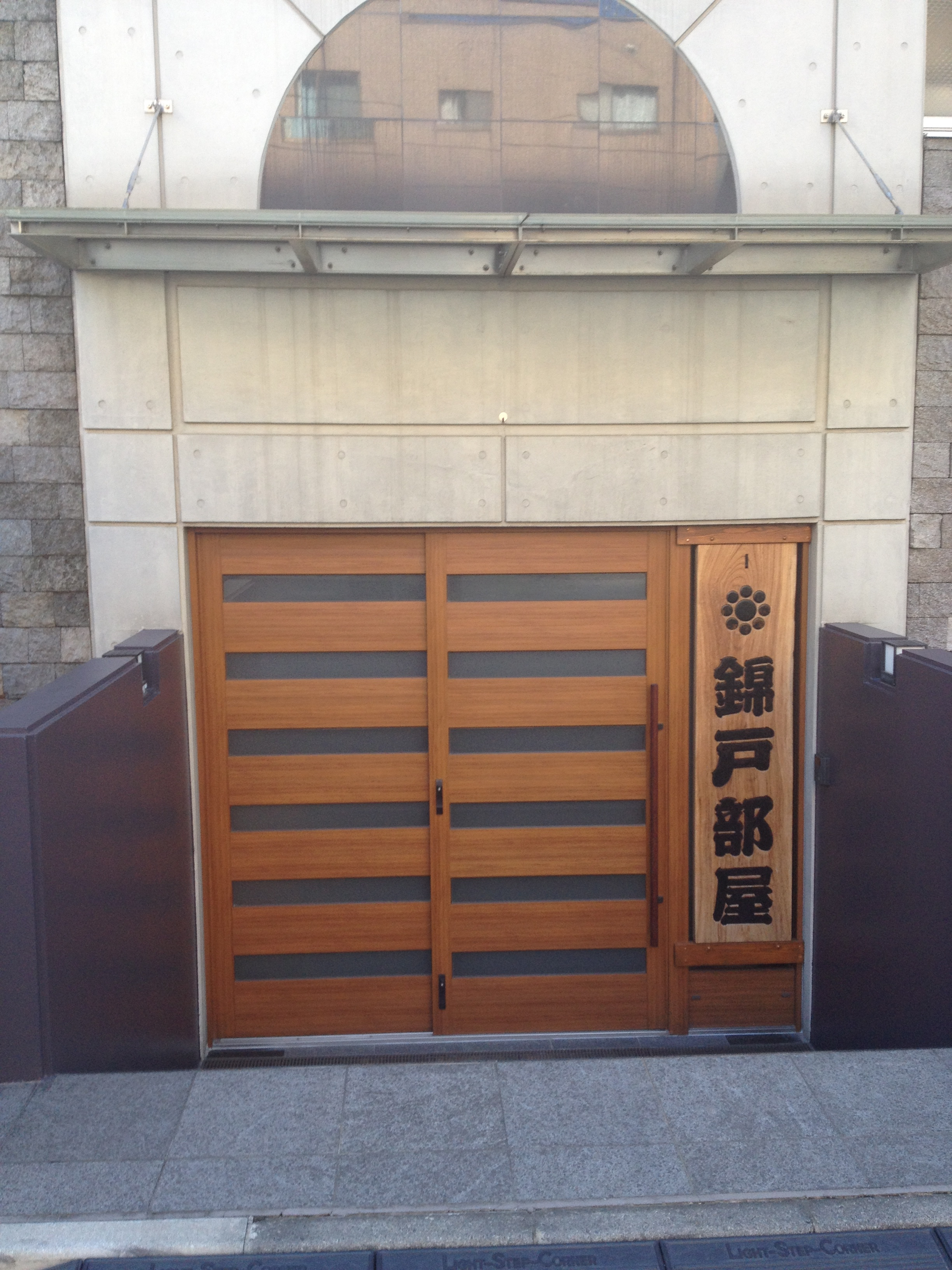
Entrada principal del Establo Nishikido

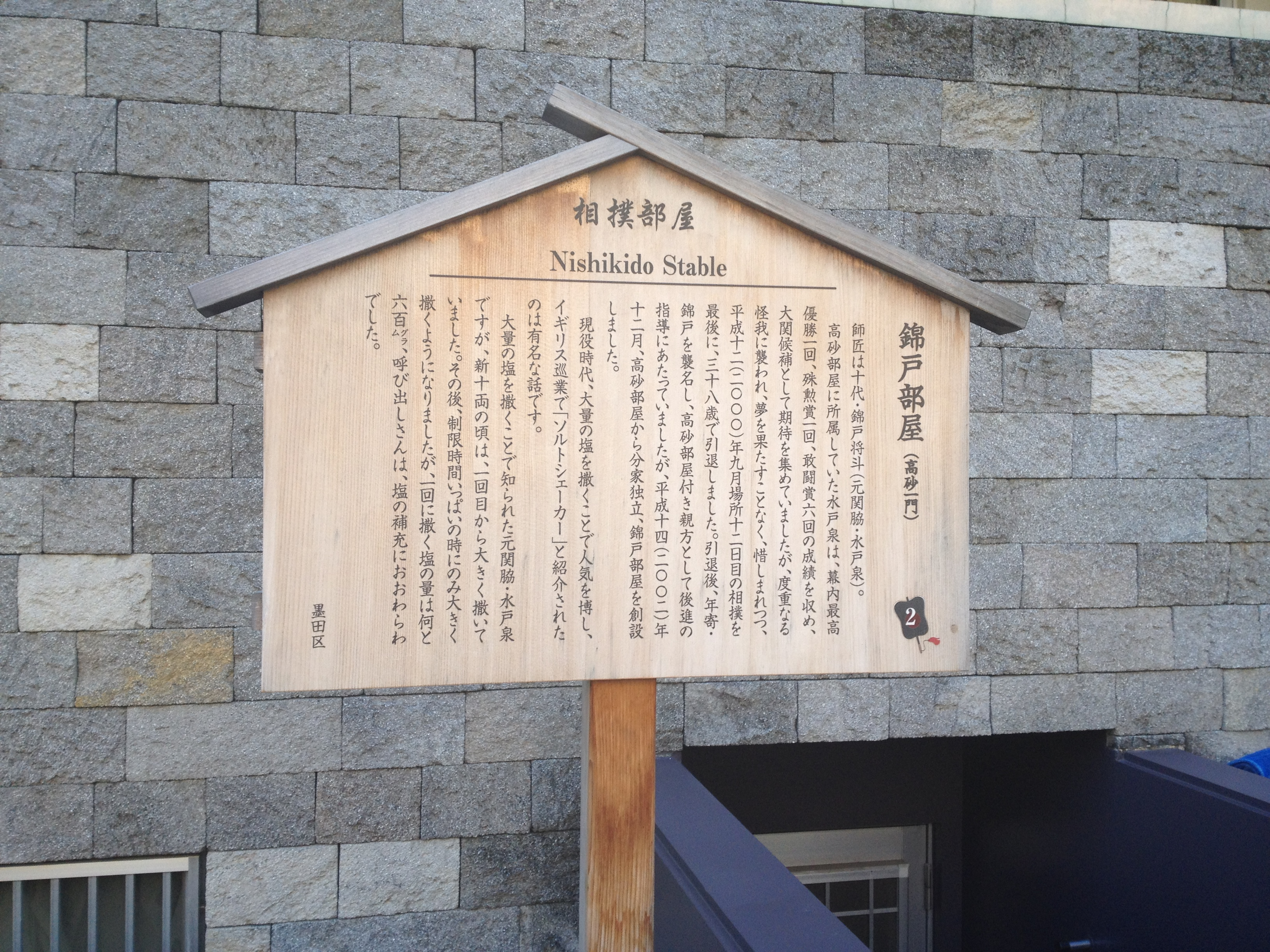
Cartel detallando la historia del Establo Nishikido

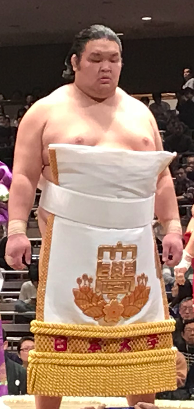
Mitoryū se convirtió en el primer sekitori del establo en 2017

El Establo Nishikido (錦戸部屋, Nishikido-beya) es un establo de entrenamiento de sumo profesional. El establecimiento forma parte del ichimon Takasago. Fue fundado en 2002 por el ex sekiwake Mitoizumi al independizarse del establo Takasago.
El establo fue hogar del primer luchador de sumo kazajo, Kazafuzan[ja], el compitió dentro de la división makushita y se retiró en septiembre de 2014. En 2015, el establo reclutó al canadiense Brodi Henderson de Victoria, Columbia Británica, el cual compitió utilizando el shikona Homarenishiki, sin embargo, este se retiró del sumo al año siguiente. Otros luchadores se retiraron al mismo tiempo, dejando al establo con tan solo cinco luchadores activos para julio de 2016. En 2017, el luchador mongol Mitoryū (Turbold Baasansuren) se incorporó al establo mediante el sistema makushita tsukedashi como recluta de la Universidad Nihon, convirtiéndose luego en el primer sekitori del establo tras el torneo de noviembre de 2017. (Otro luchador, Gokushindo[ja], estuvo clasificado en la división jūryō por tan solo un torneo en noviembre de 2018). El retiro de Gokushindo tras el torneo de mayo de 2022 dejó a Mitoryū como el único luchador activo del establo (el luchador del jonokuchi Fujiizumi no ha competido desde septiembre de 2021).
En abril de 2025, el maestro Sendagawa (ex maegashira y campeón de primera división Tokushōryū) se incorporó al establo Nishikido como entrenador.

## Dueños
- 2002–presente: El décimo (10°) Nishikido (iin, ex sekiwake Mitoizumi)

## Luchadores activos destacados
- Mitoryū (mejor rango: maegashira #13)

## Entrenadores
- Sendagawa Makoto (toshiyori, ex maegashira Tokushōryū)

## Gyōji
- Kimura Kintarō (makushita gyōji, de nombre real: Hayate Matsunagai)

## Yobidashi
- Tsurutarō (sandanme yobidashi, de nombre real: Shintarō Honda)

## Tokoyama
- Tokonaka (tokoyama de primera clase)

## Ubicación y acceso
Kamezawa 1-16-1, barrio especial de Sumida, Tokio. A 3 minutos caminando desde la Estación Ryōgoku (Línea Toei Oedo) y a 7 minutos caminando desde la Estación Ryōgoku (Línea Sōbu). Adyacente al establo Hakkaku.